# Saint-Eugène (Quebec)
Saint-Eugène es un municipio canadiense situado en la provincia de Quebec.

## Superficie
Saint-Eugène tiene una superficie de 75,84 km².

## Demografía
En 2021, tenía 1139 habitantes, una densidad poblacional de 15 hab./km², y 536 viviendas.